# 夏目氏
夏目氏（なつめし）は、日本の氏族の一つ。初代当主は夏目国平。

## 発祥
源経基の五男の源満快（源満仲の弟）を祖とし、平安時代後期に信濃守として下向した源為公（満快の曾孫）の子である源為邦（村上源判官代）に始まる村上氏の庶流である二柳氏からの分家を称する。すなわち平安時代末期に奥州合戦での功によって信濃国更級郡夏目郷（現在の長野県長野市夏目大字）の地頭職を与えられた二柳国忠の子国平が分家し夏目氏を称した。その後国宗が北条時継の女を室に迎え北条氏との繋がりを強めた。しかし青沼合戦で船山守護所襲撃側に加担したものの敗れて一族は四散潜伏したと考えられる。
三河国幡豆郡六栗を本拠とした夏目吉信はこの子孫と称し松平氏（徳川家）の家臣として行動した。江戸時代には数家が旗本の家系として存続していた。
文豪夏目漱石を輩出した牛込の名主であった夏目家は国平の末裔を称しており、武田氏・北条氏房・高力氏に仕えた後に帰農したとしている。

## 家紋

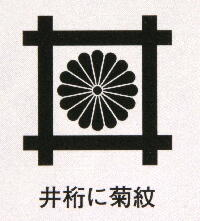
井桁に菊紋、井筒に菊紋、籬架菊紋

家紋は籬架菊（ませぎく）を使っていた。東京都新宿区の喜久井町の名は、1869年に名主で区長だった夏目直克（夏目漱石の父）が、夏目家の定紋（平井筒に菊）にちなんで、菊と井から喜久井の字を当てて町名としたとされる。ただし、1871年に皇族以外の菊花紋の使用が禁止されたため、夏目家では別の家紋に変更した。